# جون كاناكوبو
جون كاناكوبو (باليابانية: 金久保 順) (26 يوليو 1987 في إيباراكي في اليابان – )؛ هو لاعب كرة قدم ياباني سابق كان يلعب كلاعب وسط.

## وصلات خارجية
- جون كاناكوبو على موقع رابطة كرة القدم اليابانية للمحترفين (اليابانية)
- جون كاناكوبو على موقع قاعدة بيانات كرة القدم.إي يو (الإنجليزية)
- جون كاناكوبو على موقع Soccerway.com (الإنجليزية)
- جون كاناكوبو على موقع عالم كرة القدم.نت (الإنجليزية)
- جون كاناكوبو على موقع كووورة